# Elisa Antolín Fernández
Elisa Antolín Fernández (Madrid, 1977) es una científica española especializada en nuevas estructuras de células solares para generación de energía solar fotovoltaica.

## Trayectoria académica y profesional
En 2010 se doctoró en Ciencias Físicas y obtuvo el Premio Extraordinario de Doctorado por la Universidad Politécnica de Madrid. Durante sus años de formación predoctoral trabajó en el Instituto de Energía Solar, donde se especializó en la caracterización de células solares y materiales fotovoltaicos, más concretamente en nuevos conceptos de células fotovoltaicas altamente eficientes.
En 2011 realizó una estancia de investigación en la Universidad de Míchigan, donde trabajó en la caracterización de ZnTeO como material de banda intermedia. Tras esta estancia, volvió a España con un contrato Juan de la Cierva y se incorporó al Instituto de Microelectrónica de Madrid, del Consejo Superior de Investigaciones Científicas (IMM-CSIC) donde estuvo trabajando ocho meses.
En 2012 fue galardonada con una Beca Marie Curie financiada por la Comisión Europea que le permitió realizar una estancia de investigación en la Universidad de Nottingham (Reino Unido), donde analizó la viabilidad de utilizar semiconductores dopados con impurezas como materiales de capa intermedia para células solares. También estudió la síntesis de semiconductores por medio de la técnica de epitaxia de haces moleculares (molecular beam epitaxy, MBE) y técnicas de crecimiento fuera del equilibrio.
A finales del año 2014 volvió a Madrid a trabajar como investigadora Ramón y Cajal en el Instituto de Energía Solar y como profesora en la Universidad Politécnica de Madrid (UPM) y la Universidad Europea de Madrid (UEM), donde ha impartido clases de diferentes asignaturas relacionadas con electrónica y la conversión fotovoltaica. Dentro del Instituto de Energía Solar (UPM), ha participado en la creación del IBLAB (Intermediate Band materials and solar cells characterization Laboratory), la primera infraestructura internacional dedicada a la caracterización de prototipos de sistemas fotovoltaicos novedosos, y donde también se ofrece la posibilidad de crecer muestras por MBE de manera comercial. Su proyecto para el desarrollo de diseños plasmónicos, para aumentar la absorción de células solares de puntos cuánticos (Quantum Dots, QD) muy finas, fue galardonado el año 2014 con una de las cinco becas de Mujeres en la Ciencia de L'Oréal-UNESCO.
Desde 2015, la Dra. Antolín colabora en la producción de células solares de alta eficiencia para la industria aeronáutica, en particular para la compañía DHV Technologies, en concreto en la investigación y desarrollo de células solares para microsatélites.
Actualmente, trabaja en el Instituto de Energía Solar (UPM), donde combina su conocimiento en crecimiento de semiconductores con el modelizado de células solares y su caracterización para generar nuevos componentes de aplicación a la tecnología fotovoltaica.
La Dra. Antolín ha participado en 20 proyectos de investigación, ha redactado 4 capítulos de libros, y ha publicado 47 artículos en revistas científicas de alto impacto (ISI journals), es co-inventora de 6 patentes, ha impartido 10 charlas invitadas en eventos científicos internacionales y es coautora de 46 contribuciones escritas en conferencias internacionales. Su índice-h es 19. Su trabajo ha sido citado 1394 veces según Web of Science (WOS).

## Líneas de investigación
- Caracterización de células solares fotovoltaicas y materiales, en particular nuevos conceptos fotovoltaicos de alta eficiencia.[7]
  - Demostración experimental del principio de operación de un nuevo tipo de células solares llamadas de banda intermedia (IB) implementadas con materiales de quantum dot (QD), por ejemplo, midiendo por primera vez la fotocorriente producida por la absorción de dos fotones sub-bandgap en una célula solar de banda intermedia y quantum dots (QD IBSC).[3]
- Prueba de concepto de células solares de banda intermedia (IB), basadas en materiales de sales de plomo que pueden superar las actuales limitaciones de los prototipos QD-IBSC.[3]
- Desarrollo de la teoría de supresión NRR (recombinación no-radiativa asociada materiales dopados con impurezas de nivel profundo a densidades superiores a la densidad de transición Mott).[3]
- Síntesis de materiales IB altamente radiativos basados en GaAS.[7]
- Fabricación de dispositivos semiconductores por epitaxia de haces moleculares.[7]
- Estructuras novedosas de células solares multi-unión[3]
- Células solares ultrafinas para aplicaciones espaciales[3]
- Células solares plasmónicas.[6][10]